# 徳島新聞ニュース
『徳島新聞ニュース』（とくしましんぶんニュース）は、四国放送で放送されている徳島県域ローカルのニュース番組。徳島新聞とタイトルにあるが、徳島新聞による制作協力はなく、スポンサードしているだけである。テレビ番組のオープニングには鳴門の渦潮の映像が使われている。

## テレビの放送時間
- 月曜 - 土曜：11:40 - 11:45
- 月曜 - 木曜：21:54 - 22:00、金曜：22:54 - 23:00
- 土曜：17:20 - 17:25、21:54 - 21:58
- 日曜：11:25 - 11:30、17:25 - 17:30、21:54 - 21:58
  - 平日および土曜には『NNNストレイトニュース』の、土曜17時台には『news every.サタデー』のそれぞれローカル枠で放送。
  - 突発的な事件・事故・火災が発生した場合、20時54分の『天気予報』を『臨時ニュース』に差し替えて放送することもある[1]。
  - 突発的な事件が発生した場合、県内で地方選（統一地方選を含む）・衆議院選等の投開票が同日内に行われた場合には、『Going!Sports&News』のニュースコーナーの関東ローカル枠を開票速報に差し替えて放送することもある。
  - なお、かつては平日 15:50 - 15:55にも枠が存在したが、2008年9月をもって放送終了。
  - 1970年代までは、フジテレビジョンとその関連会社・共同テレビに制作を委託し、CBCテレビ（中部日本放送）から発信された「共同テレニュース」を徳島新聞ニュースとして放送したものもあった。

### タイトル
現在使用しているものは、鳴門海峡の渦潮をバックに、まず徳島新聞社の社章に「ニュース」の文字が重なり、社章が消えて「徳島新聞」と「TOKUSHIMA PRESS TV NEWS」のテロップが、「ニュース」の上下に出る（スポンサーがある場合も同様）。BGMは、歌劇「オイリアンテ」序曲（作曲：ウェーバー）の冒頭部分である。2008年3月頃よりハイビジョンでの制作となり、テロップも新しくなった。

## ラジオの放送時間
- 月曜 - 金曜：7:00 - 7:05、9:00 - 9:05、11:00 - 11:05、12:07 - 12:10、13:00 - 13:05
- 土曜：9:00 - 9:05、11:00 - 11:05、14:20 - 14:25、16:25 - 16:30
- 日曜：15:55 - 16:00、17:45 - 18:00
  - 平日朝は『JRTラジオ あさ一番』、午前は『ラジオ大福』、昼は『JRTランチタイムニュース』に内包。
  - 土曜朝は『波のりラジオWeek End Fever』、午前は『ラジオ広場 土曜ワイド徳島』、午後は『演歌deリクエスト』に内包。

※いずれも基本的な放送時間で、多少変動がある。ラジオの他の時間帯には『JRTスポットニュース』として放送されることが多い。また、平日夕方には『JRTラジオ夕刊』が放送される。

## その他
- 勘違いされがちであるが、名称が似通っている四国新聞（隣の香川県の地方新聞）とは全く無関係であり、『四国新聞ニュース』は西日本放送がローカルニュースに用いているタイトルである。
- ラジオニュースで全国ニュースを伝える場合は、NNNからの配信による原稿を使い放送することが多い。その際は、アナウンサーが「NNNによりますと…」と前置きし原稿を読み上げる。

## 関連番組
- ゴジカル!（月曜 - 金曜 16:50 - 17:53、祝日 休止）
- フォーカス徳島（月曜 - 木曜 18:15 - 18:55、金曜 18:15 - 18:51）